# Aminadab

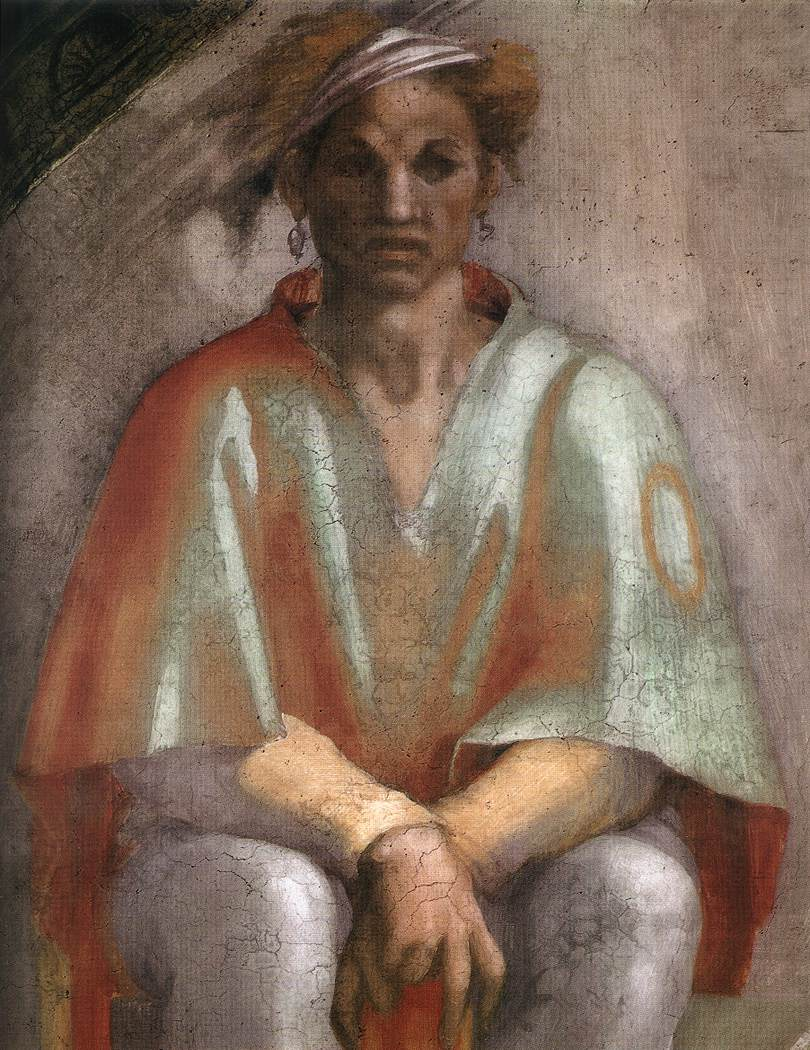
Dettaglio

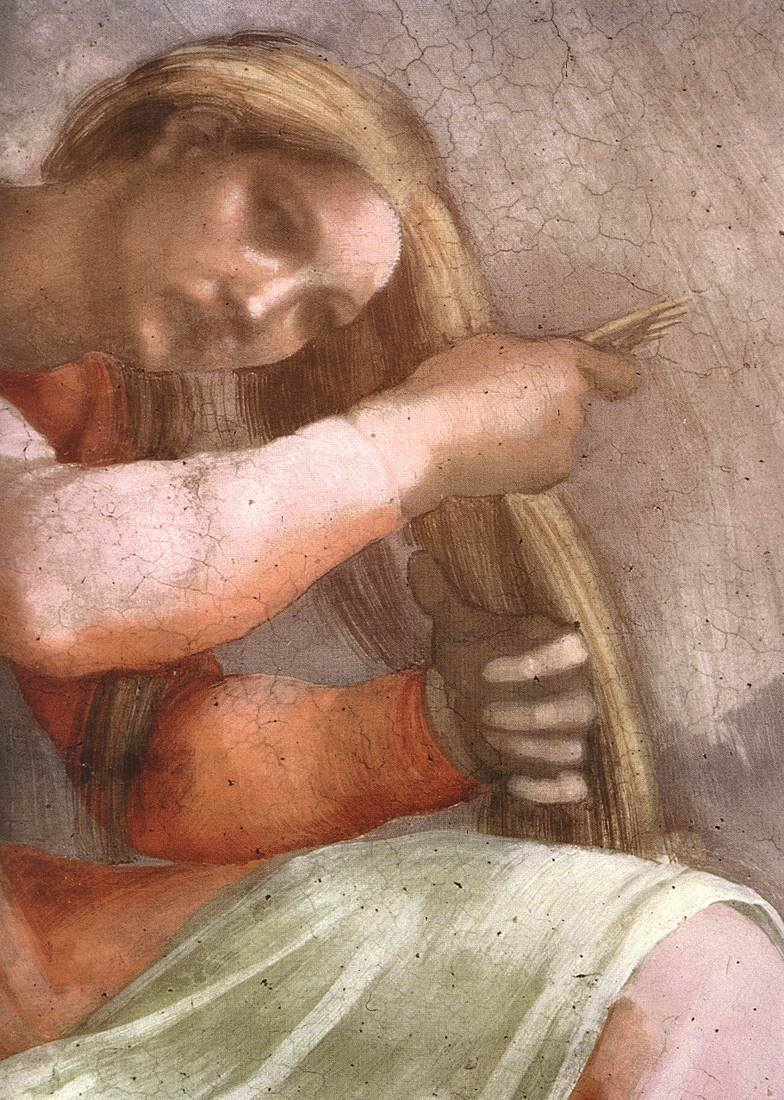
Dettaglio

La lunetta di Aminadab venne affrescata da Michelangelo Buonarroti nel 1511-1512 circa e fa parte della decorazione delle pareti della Cappella Sistina nei Musei Vaticani a Roma. Venne realizzata nell'ambito dei lavori alla decorazione della volta, commissionata da Giulio II.

## Storia
Le lunette, che contengono la serie degli Antenati di Cristo, furono realizzate, come il resto degli affreschi della volta, in due fasi, a partire dalla parete di fondo, opposta all'altare. Gli ultimi episodi da un punto di vista cronologico delle storie narrate furono quindi le prime a venire dipinte. Nell'estate del 1511 doveva essere terminata la prima metà della Cappella, richiedendo lo smontaggio del ponteggio e la sua ricostruzione nell'altra metà. La seconda fase, avviata nell'ottobre 1511, terminò un anno dopo, appena in tempo per la scopertura del lavoro la vigilia di Ognissanti del 1512.
Tra le parti più annerite della decorazione della cappella, le lunette furono restaurate con risultati stupefacenti entro il 1986.
La lunetta di Aminadab fu probabilmente la quattordicesima (su sedici) a essere dipinta, la sesta dopo il rimontaggio dell'impalcatura lignea, nonché l'ultima tra quelle ancora oggi conservate (le ultime due sulla parete dell'altare vennero infatti distrutte per far posto al Giudizio Universale).

## Descrizione e stile
Le lunette seguono la genealogia di Cristo del Vangelo secondo Matteo. Aminadab e sua moglie si trovano nella prima lunetta della parete destra a partire dall'altare, sotto il pennacchio del Serpente di bronzo. 
Essa è organizzata con due figure su ciascuna metà, intervallato dal tabellone con il nome del protagonista scritto in capitali romane: "AMINADAB". Nelle lunette della seconda parte la targa ha una forma semplificata, per l'incalzare del papa che voleva una rapida conclusione dei lavori. Anche il colore di fondo di queste scene è diverso, più chiaro, con figure più grandi e un'esecuzione più rapida e sciolta. Sull'ingrandirsi delle proporzioni si tratta di un accorgimento ottico studiato per chi procedeva nella cappella dalla porta verso l'altare (come nelle solenni processioni), amplificando illusionisticamente la grandezza dello spazio. Le ultime lunette, come confermano le fonti, vennero affrescate con la massima rapidità: l'intonaco era spesso troppo fresco e morbido, graffiandone la superficie coi pennelli, tanto da lasciare talora delle setole imprigionate nella malta. In alcuni punti, come nei piedi della donna, il pigmento è molto rarefatto e a un'osservazione ravvicinata appare appena tratteggiato da un'unica pennellata.
Al centro della lunetta si nota un ampio rifacimento più scuro, dovuto a un distacco in seguito a gravi infiltrazioni d'acqua. La tonalità del restauro indica come a quell'epoca (nel 1564, su opera del Carnevali) le lunette fossero già notevolmente annerite.
Aminadab, principe dei Leviti, siede a sinistra in posizione rigorosamente frontale, col busto eretto, i piedi uniti, le mani strettamente intrecciate tra le ginocchia, gli avambracci appoggiati. La sua espressione sembra tradire una forte tensione interiore, con i lineamenti fortemente marcati sotto un cespuglio di capelli corvini legati con una fascia bianca. Indossa orecchini con pendente (disegnati diseguali con una rapidissima pennellata ciascuno), una mantellina di colore cangiante, dal rosso al verde pallido, e calzoni attillati e bianchi che mostrano il suo fisico atletico. La sua posa si trova in uno studio del "Codice di Oxford" ed ebbe un notevole diffusione, venendo ripresa da molti artisti tra cui Valeriano per il suo Cristo deriso nella chiesa del Gesù. 
La donna a destra è in una posa inconsueta nell'iconografia fino ad allora, studiata probabilmente dal vero. Essa è seduta ma con le membra si volge verso lo spettatore, ruotando le gambe accavallate e il busto, con un complesso gioco di torsioni. La schiena è ricurva nell'atto di pettinarsi i lunghi capelli biondi, la testa è reclinata. La veste rosa è particolarmente attillata, come se fosse bagnata, attaccandosi al corpo e rivelandone l'anatomia atletica, particolarmente mascolina nel braccio muscoloso, come anche nelle altre donne della volta. Un panno verde chiaro è disteso sulle cosce e i calzari sono di un giallo acceso. Notevole è il gioco di luci ed ombre, che sbalzano plasticamente la figura. Una bellissima mano scorciata, col palmo in ombra e le falangi illuminate, solleva i capelli da pettinare. La donna appare abbozzata in una pagina del "Codice di Oxford", all'Ashmolean Museum.